# Citharoides orbitalis
Citharoides orbitalis is een straalvinnige vissensoort uit de familie van cithariden (Citharidae). De wetenschappelijke naam van de soort is voor het eerst geldig gepubliceerd in 2000 door Hoshino.